# Лаконос ягодный
Лаконос ягодный, или Лаконос костянковый (лат. Phytolacca acinosa) — травянистое растение семейства Лаконосовые (Phytolaccaceae).
Растение может упоминаться под разными названиями: Лаконос виноградный, Лаконос многоплодниковый, Лаконос съедобный, Фитолакка костянковая, Фитолакка съедобная.

## Ботаническое описание
Многолетнее травянистое растение с мощными, толстыми прямостоячими стеблями, размерами до 0,5-1,5 метров в высоту. Корневища мощные, глубоко проникающие в почву, их окрас повторяет окрас цветков (белоцветные формы всегда с белыми корнями, а розовоцветные — с пурпурными). Листья эллиптические или ланцетно-эллиптические, на черешке 1-7 см, иногда сидячие, размером до 19х35 см, основания клиновидные, с заостренными верхушками. Соцветия — густые кисти размером 5-30 см на ножке 1-5 см, прямостоячие (в отличие от поникающих кистей лаконоса американского), по крайней мере во время цветения и на этапе созревания плодов. После созревания кисти могут поникать под весом плодов. Цветки обоеполые, с 5 чашелистиками, белые или зеленовато-белые, эллиптические или продолговатые, размером 3-4 мм, тычинок и плодолистков 7-10. Лаконос ягодный содержит в своих тканях много биологически активных веществ, однако их концентрация немного ниже. Это единственный условно-съедобный вид лаконос из всего их семейства. Корни содержат алкалоид фитолакцин, стероиды, тритерпеновые сапонины, горькие вещества, сахарозу, крахмал, фермент оксидаза, кислоты (фитолакковую и муравьиную); немного эфирного масла с резким запахом и острым вкусом.

## Распространение
Азиатский вид, распространён на дальнем востоке в Корее, Японии, Китае, в тропических районах Азии — Вьетнаме, Индии.
В России и Украине культивируется в ботанических садах и парках, где иногда дичает, на Черноморском побережье Кавказа произрастает в диком виде. Изредка рассматривается как декоративное растение. Как дичающее растение отмечен в Воронежской области, Мордовии (Саранск), Белгородской области, Московской области (Москва), Днепропетровской области, Брестской области (Беларусь). Ошибочно указывается под названием Phytolacca americana, у которого соцветия при плодах поникающие.

## Использование
Корни, листья и ягоды растений, растущих в Гималаях, Китае и Японии, идут в пищу.
В тропических районах Америки и Юго-Восточной Азии растение может культивироваться как овощ. Молодые побеги пригодны для употребления в пищу в варёном виде, a ароматные, приятные на вкус листья могут использоваться наподобие шпината. На Кавказе добавляют плоды в вино для придания яркого и насыщенного цвета.